# Campionato mondiale maschile di hockey su pista Santiago 1962
Il Campionato mondiale di hockey su pista 1962 (in inglese 1962 Roller Hockey World Cup) è stata la quindicesima edizione della massima competizione per le rappresentative di hockey su pista maschili maggiori e fu organizzata dalla Fédération Internationale de Roller Sports. La competizione si svolse dal 28 marzo al 7 aprile 1962 a Santiago del Cile in Cile. 
La vittoria finale è andata alla nazionale del Portogallo che si è aggiudicata il torneo per la nona volta nella sua storia.

## Formula
Il campionato del mondo 1962 vide la partecipazione di dieci squadre nazionali. La manifestazione fu organizzata tramite un girone all'italiana con gare di sola andata; erano assegnati due punti per l'incontro vinto, un punto a testa per l'incontro pareggiato e zero la sconfitta. Al termine del torneo la squadra prima classificata venne proclamata campione del Mondo.

## Squadre partecipanti
| Squadra        | Part. Nº | Partecipazioni precedenti al torneo                                                |
| -------------- | -------- | ---------------------------------------------------------------------------------- |
| Argentina      | 2        | 1960                                                                               |
| Brasile        | 3        | 1953, 1956                                                                         |
| Cile           | 3        | 1954, 1955                                                                         |
| Germania Ovest | 11       | 1936, 1939, 1950, 1951, 1953, 1954, 1955, 1956, 1958, 1960                         |
| Italia         | 15       | 1936, 1939, 1947, 1948, 1949, 1950, 1951, 1952, 1953, 1954, 1955, 1956, 1958, 1960 |
| Paesi Bassi    | 12       | 1948, 1949, 1950, 1951, 1952, 1953, 1954, 1955, 1956, 1958, 1960                   |
| Portogallo     | 15       | 1936, 1939, 1947, 1948, 1949, 1950, 1951, 1952, 1953, 1954, 1955, 1956, 1958, 1960 |
| Spagna         | 13       | 1947, 1948, 1949, 1950, 1951, 1952, 1953, 1954, 1955, 1956, 1958, 1960             |
| Svizzera       | 14       | 1936, 1939, 1947, 1948, 1949, 1950, 1951, 1952, 1953, 1954, 1955, 1956, 1958       |
| Uruguay        | 2        | 1954                                                                               |

Nota bene: nella sezione "partecipazioni precedenti al torneo" le date in grassetto indicano la squadra che ha vinto quell'edizione del torneo

## Svolgimento del torneo

### Classifica finale
| Pos | Squadra        | Pt | G | V | N | P | GF | GS | DG  |
| --- | -------------- | -- | - | - | - | - | -- | -- | --- |
| 1.  | Portogallo     | 16 | 9 | 7 | 2 | 0 | 60 | 9  | +51 |
| 2.  | Italia         | 15 | 9 | 6 | 3 | 0 | 28 | 15 | +13 |
| 3.  | Spagna         | 15 | 9 | 7 | 1 | 1 | 33 | 8  | +25 |
| 4.  | Svizzera       | 10 | 9 | 4 | 2 | 3 | 30 | 34 | -4  |
| 5.  | Argentina      | 10 | 9 | 5 | 0 | 4 | 21 | 26 | -5  |
| 6.  | Uruguay        | 7  | 9 | 3 | 1 | 5 | 16 | 30 | -14 |
| 7.  | Paesi Bassi    | 6  | 9 | 2 | 2 | 5 | 21 | 30 | -9  |
| 8.  | Cile           | 5  | 9 | 2 | 1 | 6 | 25 | 30 | -5  |
| 9.  | Brasile        | 3  | 9 | 1 | 1 | 7 | 21 | 49 | -28 |
| 10. | Germania Ovest | 3  | 9 | 1 | 1 | 7 | 15 | 38 | -23 |

### Risultati
| Santiago del Cile 28 marzo 1962 | Argentina     | 1 – 3 | Italia | \| Arbitro: \| Jose Lacambra \| |
| Arbitro:                        | Jose Lacambra |       |        |                                 |

| Santiago del Cile 28 marzo 1962 | Brasile | 1 – 4 | Cile |  |

| Santiago del Cile 28 marzo 1962 | Paesi Bassi | 1 – 7 | Portogallo |  |

| Santiago del Cile 29 marzo 1962 | Germania Ovest | 0 – 6 | Portogallo |  |

| Santiago del Cile 29 marzo 1962 | Argentina | 8 – 3 | Brasile |  |

| Santiago del Cile 29 marzo 1962 | Cile | 2 – 3 | Uruguay |  |

| Santiago del Cile 29 marzo 1962 | Spagna             | 5 – 2 | Paesi Bassi | \| Arbitro: \| Camille Martinetti \| |
| Arbitro:                        | Camille Martinetti |       |             |                                      |

| Santiago del Cile 29 marzo 1962 | Italia | 3 – 3 | Svizzera |  |

| Santiago del Cile 30 marzo 1962 | Argentina | 3 – 2 | Cile |  |

| Santiago del Cile 30 marzo 1962 | Spagna          | 5 – 2 | Svizzera | \| Arbitro: \| Antero Perdigao \| |
| Arbitro:                        | Antero Perdigao |       |          |                                   |

| Santiago del Cile 30 marzo 1962 | Paesi Bassi | 1 – 2 | Italia |  |

| Santiago del Cile 30 marzo 1962 | Portogallo | 10 – 1 | Uruguay |  |

| Santiago del Cile 31 marzo 1962 | Germania Ovest | 3 – 2 | Cile |  |

| Santiago del Cile 31 marzo 1962 | Argentina    | 0 – 4 | Spagna | \| Arbitro: \| Giulio Vesce \| |
| Arbitro:                        | Giulio Vesce |       |        |                                |

| Santiago del Cile 31 marzo 1962 | Brasile | 2 – 4 | Paesi Bassi |  |

| Santiago del Cile 31 marzo 1962 | Portogallo | 5 – 0 | Svizzera |  |

| Santiago del Cile 1º aprile 1962 | Germania Ovest | 2 – 2 | Italia | \| Arbitro: \| Clemente \| |
| Arbitro:                         | Clemente       |       |        |                            |

| Santiago del Cile 1º aprile 1962 | Argentina | 2 – 1 | Paesi Bassi |  |

| Santiago del Cile 1º aprile 1962 | Brasile | 2 – 11 | Portogallo |  |

| Santiago del Cile 1º aprile 1962 | Cile | 8 – 1 | Svizzera |  |

| Santiago del Cile 1º aprile 1962 | Spagna          | 2 – 1 | Uruguay | \| Arbitro: \| Rutilio Zeppini \| |
| Arbitro:                         | Rutilio Zeppini |       |         |                                   |

| Santiago del Cile 2 aprile 1962 | Germania Ovest | 2 – 4 | Svizzera |  |

| Santiago del Cile 2 aprile 1962 | Brasile  | 0 – 7 | Spagna | \| Arbitro: \| Castillo \| |
| Arbitro:                        | Castillo |       |        |                            |

| Santiago del Cile 2 aprile 1962 | Cile | 3 – 3 | Paesi Bassi |  |

| Santiago del Cile 2 aprile 1962 | Italia | 4 – 2 | Uruguay |  |

| Santiago del Cile 3 aprile 1962 | Germania Ovest | 3 – 4 | Uruguay |  |

| Santiago del Cile 3 aprile 1962 | Argentina | 1 – 9 | Portogallo |  |

| Santiago del Cile 3 aprile 1962 | Spagna             | 1 – 2 | Italia | \| Arbitro: \| Camille Martinetti \| |
| Arbitro:                        | Camille Martinetti |       |        |                                      |

| Santiago del Cile 4 aprile 1962 | Germania Ovest | 3 – 4 | Spagna |  |

| Santiago del Cile 4 aprile 1962 | Cile | 2 – 10 | Portogallo |  |

| Santiago del Cile 4 aprile 1962 | Brasile | 4 – 4 | Svizzera |  |

| Santiago del Cile 4 aprile 1962 | Paesi Bassi | 1 – 1 | Uruguay |  |

| Santiago del Cile 4 aprile 1962 | Germania Ovest | 0 – 2 | Argentina |  |

| Santiago del Cile 5 aprile 1962 | Paesi Bassi | 3 – 7 | Svizzera |  |

| Santiago del Cile 5 aprile 1962 | Brasile | 3 – 6 | Italia |  |

| Santiago del Cile 5 aprile 1962 | Argentina | 4 – 0 | Uruguay |  |

| Santiago del Cile 5 aprile 1962 | Cile            | 1 – 2 | Spagna | \| Arbitro: \| Rutilio Zeppini \| |
| Arbitro:                        | Rutilio Zeppini |       |        |                                   |

| Santiago del Cile 6 aprile 1962 | Germania Ovest | 1 – 5 | Paesi Bassi |  |

| Santiago del Cile 6 aprile 1962 | Argentina | 1 – 5 | Svizzera |  |

| Santiago del Cile 6 aprile 1962 | Brasile | 0 – 1 | Uruguay |  |

| Santiago del Cile 6 aprile 1962 | Italia        | 2 – 2 | Portogallo | \| Arbitro: \| Jose Lacambra \| |
| Arbitro:                        | Jose Lacambra |       |            |                                 |

| Santiago del Cile 7 aprile 1962 | Germania Ovest | 4 – 6 | Brasile |  |

| Santiago del Cile 7 aprile 1962 | Cile | 1 – 4 | Italia |  |

| Santiago del Cile 7 aprile 1962 | Spagna | 0 – 0 | Portogallo |  |

| Santiago del Cile 7 aprile 1962 | Svizzera | 4 – 3 | Uruguay |  |